# Kartierung (Kartografie)

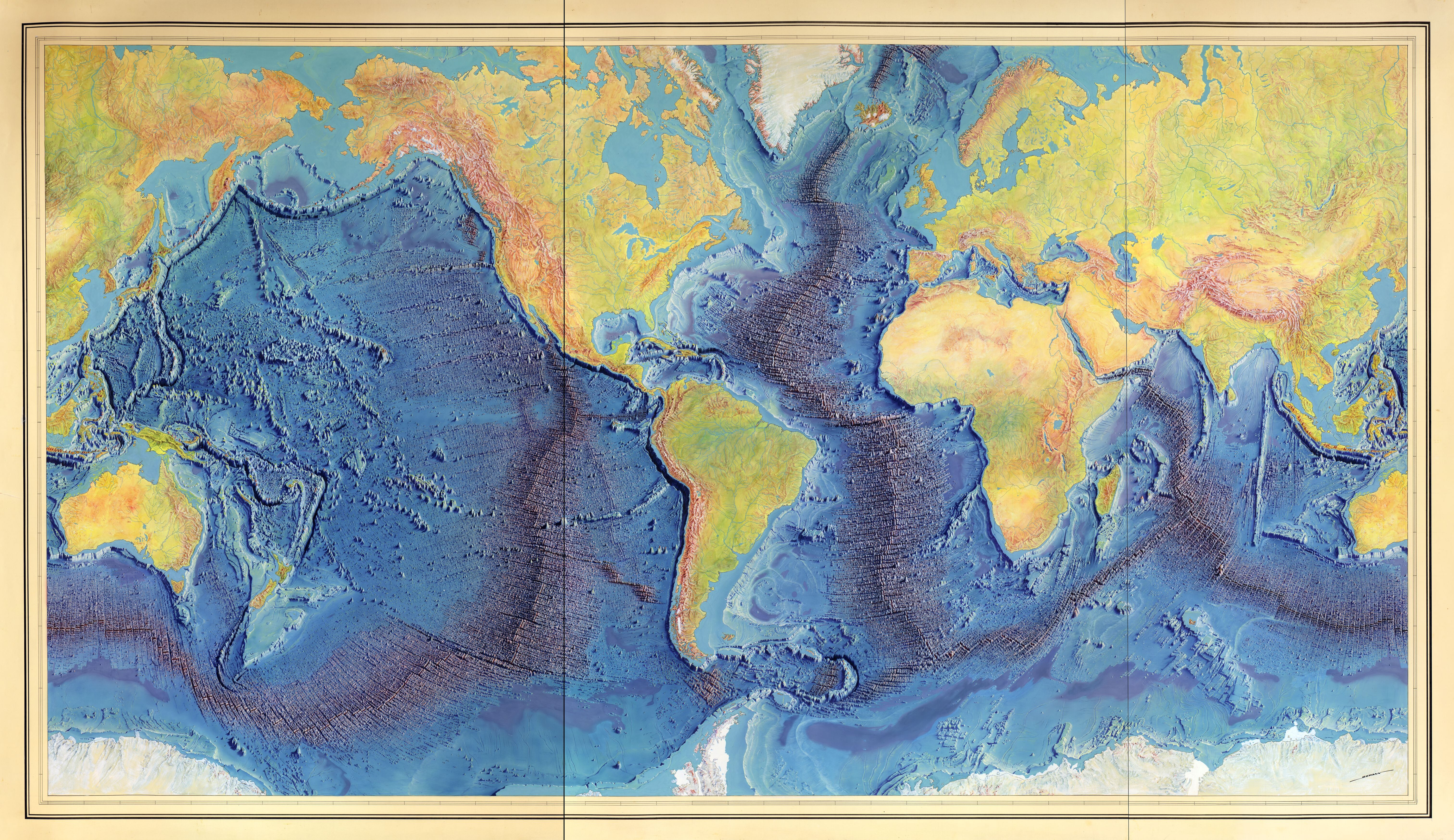
Die umfangreiche Kartierung des Meeresgrundes durch Bruce C. Heezen und Marie Tharp führte 1977 zu dieser von Heinrich C. Berann handgezeichneten Weltkarte

Als Kartierung im engeren Sinn wird die grafische Darstellung von Objekten und Sachverhalten der Erdoberfläche in Landkarten oder Plänen bezeichnet. Die einzelnen Messpunkte stammen meist aus einer terrestrischen Vermessung, aus GPS-Messungen oder aus der Satelliten- bzw. Luftbild-Photogrammetrie. Die Maßstäbe richten sich nach dem Verwendungszweck und reichen
- bei terrestrischen Geländeaufnahmen und Vegetationskarten von 1:50.000 (z. B. aus Luftbildern) bis etwa 1:5.000 (Basiskarten)
- bei technischen Objekten und Bauwerken von etwa 1:2000 bis 1:500, bei Detailplänen auch bis 1:100.

Um die geodätisch bzw. photogrammetrisch eingemessenen Punkte in die Karte oder einen Grundrissplan eintragen zu können, müssen zuvor ihre Koordinaten (z. B. Gauß-Krüger-Koordinaten x,y) berechnet werden. Heute erfolgt dies meist im automatischen Datenfluss vom Tachymeter bzw. vom Auswertegerät (Stereokomparator) über den Computer zum digitalen Kartiergerät oder Plotter. 
Bis etwa 1970 waren dafür eine Reihe manueller Zwischenschritte erforderlich, deren letzte die folgenden waren:
- Auftragung der [x/y] Werte mit einem Koordinatograf
- oder mit Transporteur (Winkelmesser +Lineal) und der Kartiernadel
- die Eintragung der Punktnummer
- und die Verbindung zusammengehöriger Punkte (Geländelinien, Gewässer, Straßenränder, Gebäude, Grenzen usw.) durch Lineamente und Kurven.

Zur „Kartierung im weiteren Sinn“ zählt man i. A. auch die Aufnahme bzw. Einmessung der Punkte und die Feststellung ihrer Objektklasse und sonstiger Eigenschaften. Außer Theodolit-Vermessungen, Satelliten- und Luftbildern bzw. GPS erfolgen manche Aufnahmen auch mit dem Messtisch, mit dem Gefällemesser, dem Geologenkompass und anderen Spezialgeräten. Meist werden die Messpunkte vor Ort in eine Feldskizze eingetragen, die auch allfällige Lauf- und Sperrmaße enthält. Für die Zuordnung und Kontrolle der Punkte bei der anschließenden Kartierung auf dem Zeichnungsträger (Folie, Papier, Karton) sind Skizze und Sperrmaße recht hilfreich.
Das Hochzeichnen der Messpunkte auf die eigentliche Kartengrundlage und die Eintragung der zugehörigen Signaturen wird i. A. nicht mehr zur Kartierung gezählt, sondern ist Gegenstand der kartografischen Bearbeitung des Gesamtwerks.